# Deutsche Bank Center
Das Deutsche Bank Center, auch One Columbus Circle (früher: Time Warner Center) ist ein multifunktionaler Gebäudekomplex mit zwei gleichhohen Wolkenkratzern am Columbus Circle in Manhattan in New York City, USA. Er befindet sich am Übergang von Hell’s Kitchen in Midtown Manhattan zur Upper West Side an der Südwestecke des Central Parks.

## Allgemein
Der Gebäudekomplex wurde von David Childs und Mustafa Kemal Abadan vom Architekturbüro Skidmore, Owings and Merrill entworfen und von 2000 bis 2004 erbaut. Das architektonische Zwillingsturmprinzip des 228,3 Meter (749 Fuß) hohen Bauwerks, dessen Türme durch ein mehrstöckiges Atrium verbunden sind, erinnert an die Twin Towers des am 11. September zerstörten World Trade Centers. Deswegen weckte das 1,6 Milliarden US-Dollar teure Time Warner Center besonderes Interesse bei den New Yorkern, obwohl die Bauarbeiten bereits im November des Jahres 2000 starteten. Mit der Fertigstellung 2004 ist es auch der erste Wolkenkratzer-Komplex in New York City, dessen Bauarbeiten nach den Terroranschlägen abgeschlossen wurden. Architekt David Childs ist auch Architekt neuer Gebäude des neuen World Trade Centers, dem One World Trade Center und dem 2006 eröffneten 7 World Trade Center.
Die New York Times berichtete im Mai 2003 in einem Artikel, dass das Time Warner Center 69 Stockwerke besitzt. Diese unterteilen sich in 55 oberirdische und 14 unterirdische Etagen. Bei der Vermarktung der Eigentumswohnungen werden 80 Stockwerke genannt, was in dieser Branche nicht unüblich ist. Der Nordturm hat mit „10023“ eine andere Postleitzahl (ZIP-Code) als der Rest des Komplexes (10019).
Am 1. Juli 2013 wurde bekannt, dass Time Warner den Standort am Columbus Circle aufgeben werde. Das Unternehmen zog 2018/19 in den neuerbauten Wolkenkratzer 30 Hudson Yards. Anschließend wurden die Gebäude an ein gemeinsames Tochterunternehmen der The Related Companies, der Abu Dhabi Investment Authority und der Government of Singapore Investment Corporation veräußert.
Neuer Hauptmieter ist die Deutsche Bank, die sich in diesem Zuge auch die Namensrechte am Gebäude gesichert hat. Bezogen und gleichzeitig umbenannt wurde das Deutsche Bank Center durch das Unternehmen im Mai 2021. Der Haupteingang der Bank befindet sich in der 58th Street. Die Hauptadresse des Gebäudes lautet seitdem „1 Columbus Circle“.

## Nutzung

### The Shops at Columbus Circle
Im ersten Untergeschoss des Deutsche Bank Centers befindet sich ein großer Supermarkt der Kette Whole Foods. In der Eingangshalle darüber sind Geschäfte und Edelboutiquen bis in den vierten Stock ansässig. So haben Marken wie A/X Armani Exchange, Borders Books, Bose, Eileen Fisher, Hugo Boss, J. Crew, Stuart Weitzman, L’Occitane en Provence, Sephora und Williams-Sonoma Läden im Deutsche Bank Center.

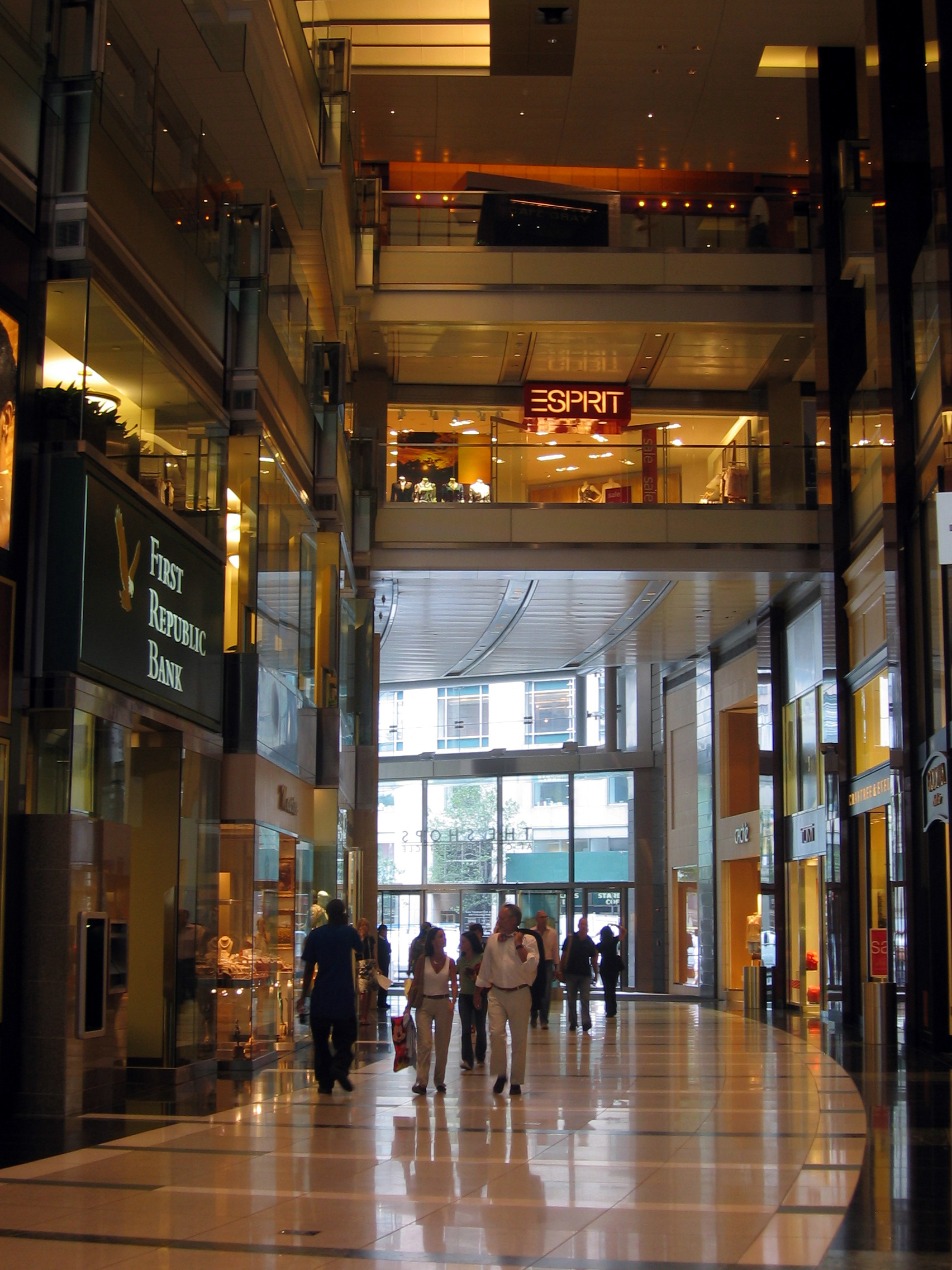
Eine Einkaufspassage

In der dritten und vierten Etage befinden sich zudem auch Restaurants. Ansonsten sind mehrere Kunstobjekte über die Stockwerke verteilt, die man teilweise auch kaufen kann. In der Eingangshalle befinden sich zudem zwei große Statuen des kolumbianischen Künstlers Fernando Botero. Die korpulenten nackten Figuren sollen 'Adam' und 'Eva' darstellen. Das Einkaufszentrum hat die Adresse „10 Columbus Circle“.

### Jazz at Lincoln Center
Im fünften bis siebten Stockwerk befindet sich eine Konzerthalle mit 1.100 Sitzplätzen, ein Atrium mit 600 Sitzen und ein Jazz-Cafe, in dem 140 Personen Platz finden. Genutzt werden all diese Räumlichkeiten vom Lincoln Center for the Performing Arts. Eine Besonderheit ist dabei, dass sich hinter der Bühne der Konzerthalle die Glasfassade des Hochhauses befindet, so dass man den Central Park samt Skyline im Hintergrund der Künstler sehen kann. Der Komplex wurde von dem renommierten Architekten Rafael Viñoly entworfen und von Turner-Santa Fe, einem Joint Venture von Turner Construction und Santa Fe Construction, errichtet.

### CNN Studios
Der zum Time Warner Konzern gehörende Nachrichtensender CNN hatte seine Studios im fünften bis neunten Stock des Time Warner Centers. Außerdem befand sich in dem Gebäude ein CNN-Fanshop, in dem man von Tassen bis T-Shirts sämtliche Artikel mit CNN Aufschrift oder bekannten CNN-Reportern erwerben konnte. Zusammen mit Time Warner zog CNN 2018/19 in die Hudson Yards.

### Büros
Ein Großteil des Deutschen Bank Centers sind Büroeinheiten, die neben dem Hauptmieter Deutsche Bank von weiteren Firmen genutzt werden.

### Mandarian Oriental Hotel
Im Nordturm hat das Fünf-Sterne-Mandarian Oriental Hotel von der 35. bis zur 54. Etage 202 Hotelzimmer und 46 Suiten eingerichtet. Damit hat Mandarian Oriental ein Großteil des Turms belegt. Neben den Wohnräumen bietet das Hotel zahlreiche Konferenzräume an. Außerdem gibt es ein Restaurant, eine Lounge, eine Bar und einen 23 Meter langen Innenpool mit Blick auf die Skyline von New York. Alle Gastronomiebetriebe besitzen eine luxuriöse Ausstattung und bieten Blick auf den Central Park. Der Hoteleingang befindet sich in der West 60th Street. Dem Luxus-Hotel sind die „Residenzen im Mandarin Oriental“ mit 64 Eigentumswohnungen angegliedert. Das Hotel und die Residenzen haben die Adresse „80 Columbus Circle“. 

### Eigentumswohnungen
In beiden Türmen befinden sich Eigentumswohnungen. Die 64 Wohnungen im Nordturm werden als „Residenzen im Mandarin Oriental“ bezeichnet. Deren Bewohner können die Annehmlichkeiten des Mandarian Oriental Hotels nutzen. Der Südturm besitzt 134 Eigentumswohnungen, die als „One Central Park“ vermarktet werden und die Adresse „25 Columbus Circle“ haben. Die Preise reichen von 1,5 Millionen bis 36 Millionen US-Dollar. Den bis jetzt teuersten Kauf hat ein Londoner Bankier gemacht, der eine Penthouse-Wohnung für 45 Millionen US-Dollar erwarb. Weitere Eigentümer sollen nach Recherchen der New York Times verschiedene umstrittene Persönlichkeiten sein.

## Ansichten

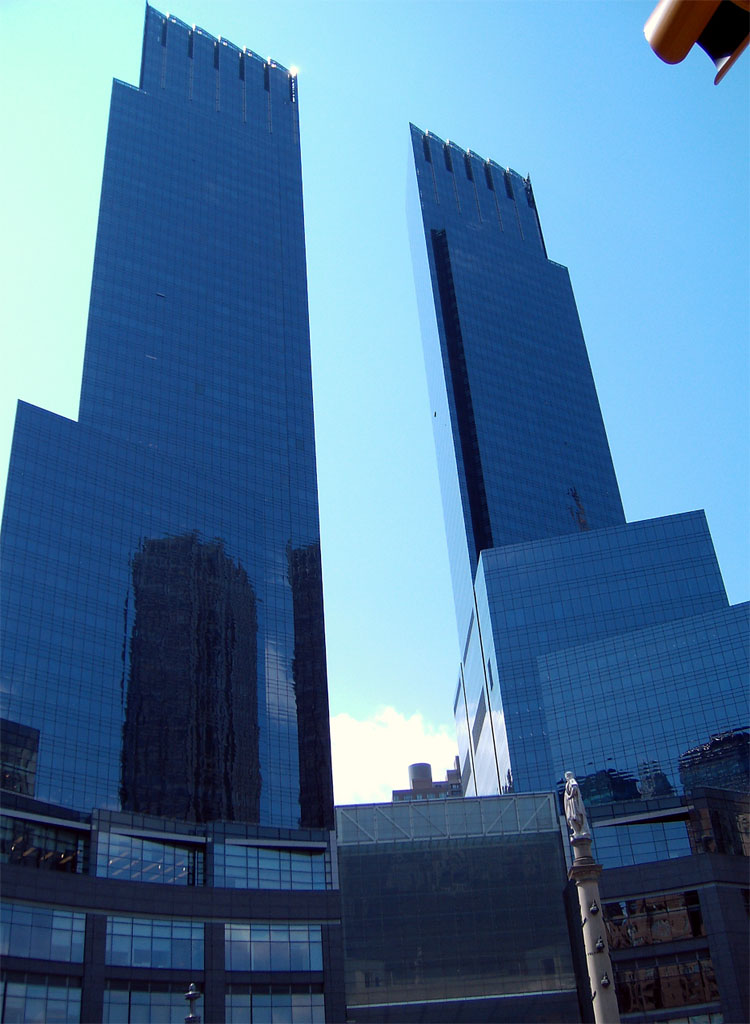
Blick vom Columbus Circle
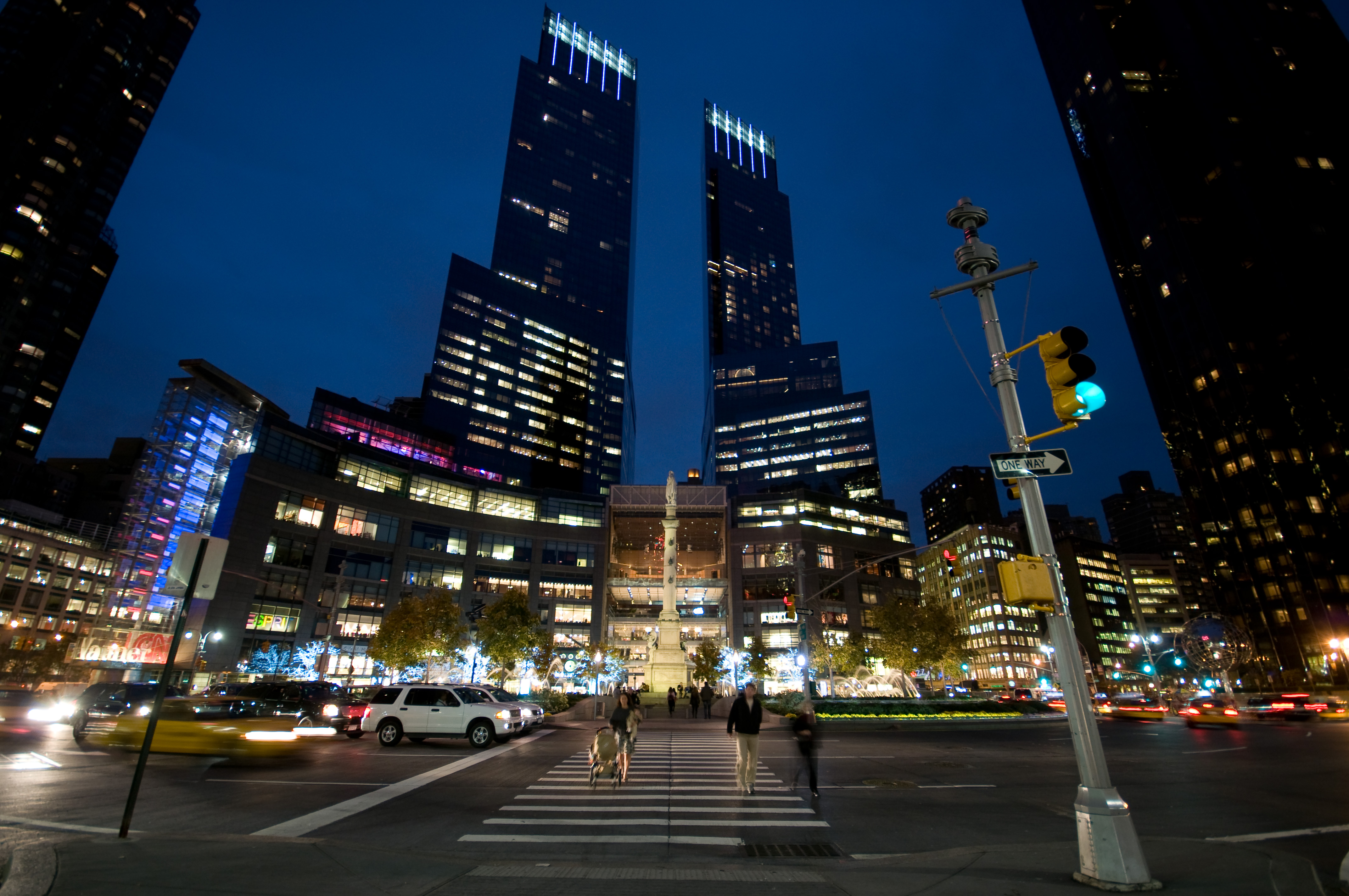
Das Deutsche Bank Center bei Nacht
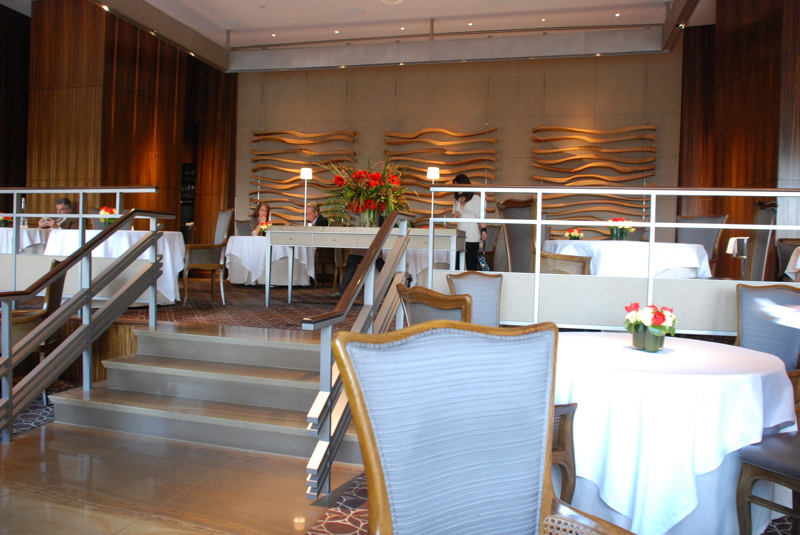
Restaurant im Center
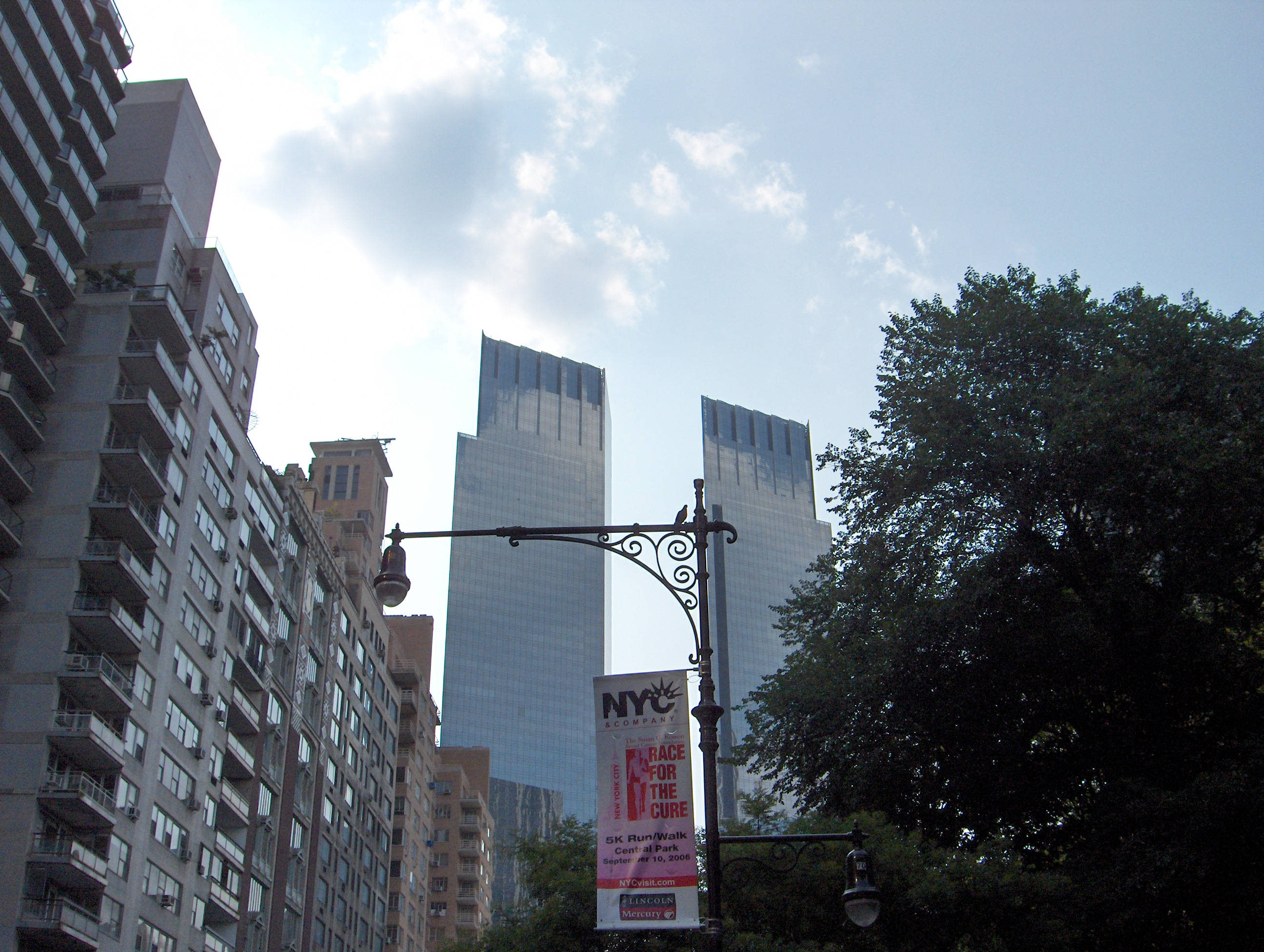
Blick von der 59th Street
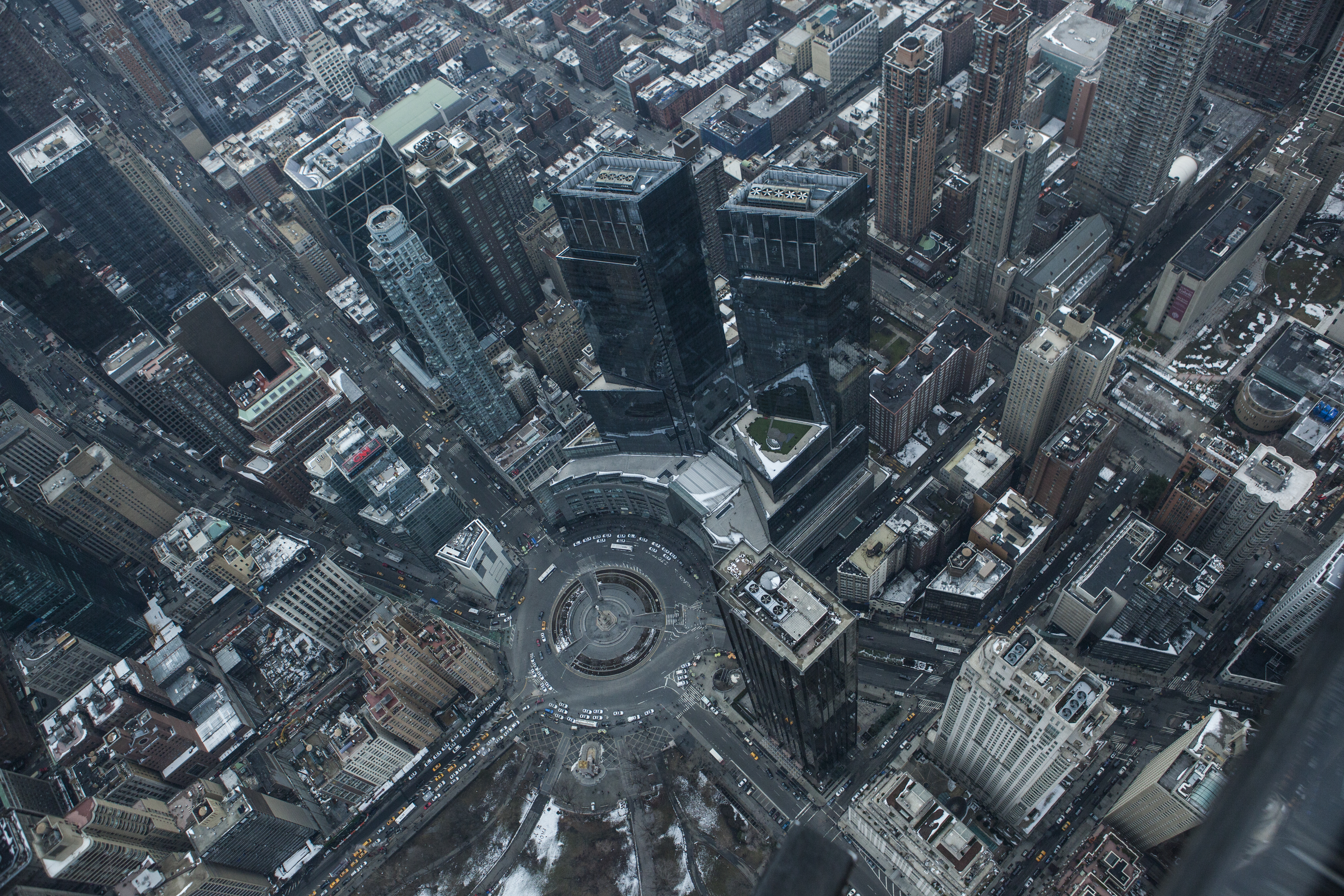
Luftaufnahme des Deutsche Bank Centers im März 2015
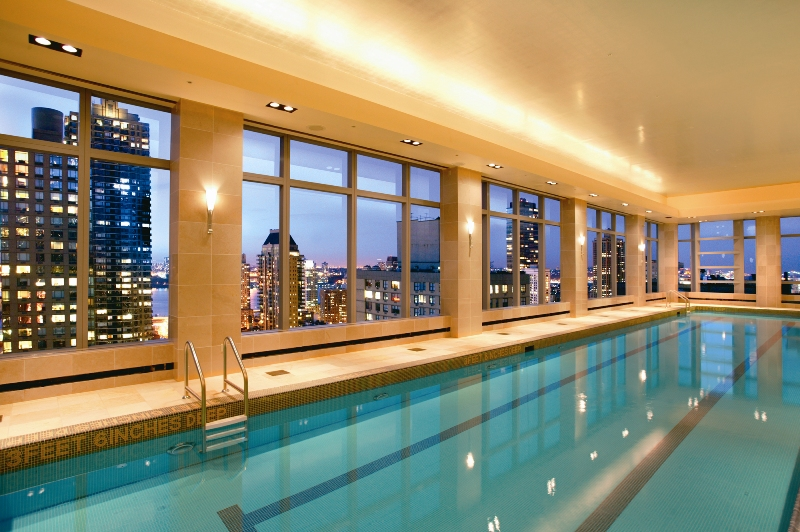
Swimmingpool im Mandarian Oriental Hotel